# Алексеев, Николай Николаевич (актёр)
Николай Николаевич Алексеев (1932—2008) — советский и российский актёр, певец (баритон) и педагог, профессор консерватории (2001). Заслуженный артист РСФСР (1979).

## Биография
Родился 16 мая 1932 года в Севастополе.
В 1950 году поступил в Московский институт инженеров геодезии, аэрофотосъемки и картографии (ныне Московский государственный университет геодезии и картографии). Перевёлся на вокальное отделение Московского музыкального училища имени М. М. Ипполитова-Иванова (1952—1956, ныне Государственный музыкально-педагогический институт имени М. М. Ипполитова-Иванова) и одновременно учился на вокальном факультете Московской консерватории (1955—1959). Одним из его учителей был А. И. Батурин.
С 1959 года в течение десяти лет Николай Алексеев был солистом Новосибирского театра оперы и балета, затем в течение ещё двадцати лет работал солистом Ленинградского Малого театра оперы и балета. За годы актёрской деятельности выступил во многих оперных партиях: Руслан («Руслан и Людмила» М. И. Глинка), Князь Игорь («Князь Игорь» А. П. Бородин), Грязной («Царская невеста» Н. А. Римский-Корсаков), Евгений Онегин («Евгений Онегин» П. И Чайковский), Демон («Демон» А. Г. Рубинштейн), Алеко («Алеко» С. В. Рахманинов), Наполеон, Денисов («Война и мир» С. С. Прокофьев и многих других. Он выступал на фестивале современной музыки «Ленинградская музыкальная весна», принимал участие в гастролях оперных театров. Его сольные программы записывались на радио и телестудиях, а также были выпущены на пластинках фирмы «Мелодия».

Могила Алексеева на Богословском кладбище Санкт-Петербурга.

Также Николай Николаевич занимался педагогической деятельностью: в Ленинградском государственном институте театра, музыки и кинематографии (ныне Российский государственный институт сценических искусств) — преподаватель (1974), доцент (1982—1986), заведующий кафедрой музыкального воспитания (1980—1986); в Ленинградской консерватории являлся доцентом (1987—1998), профессором (1999—2008) кафедры сольного пения, а также заместителем декана вокально-режиссёрского факультета (1998—2002). С 1981 года Н. Н. Алексеев являлся членом научно-методического совета по вокальному искусству при Главном управлении учебных заведений Министерства культуры. Автор ряда научно-методических работ.
Умер 25 апреля 2008 года в Санкт-Петербурге. Был похоронен на Богословском кладбище города.